# Parco Sokol'niki

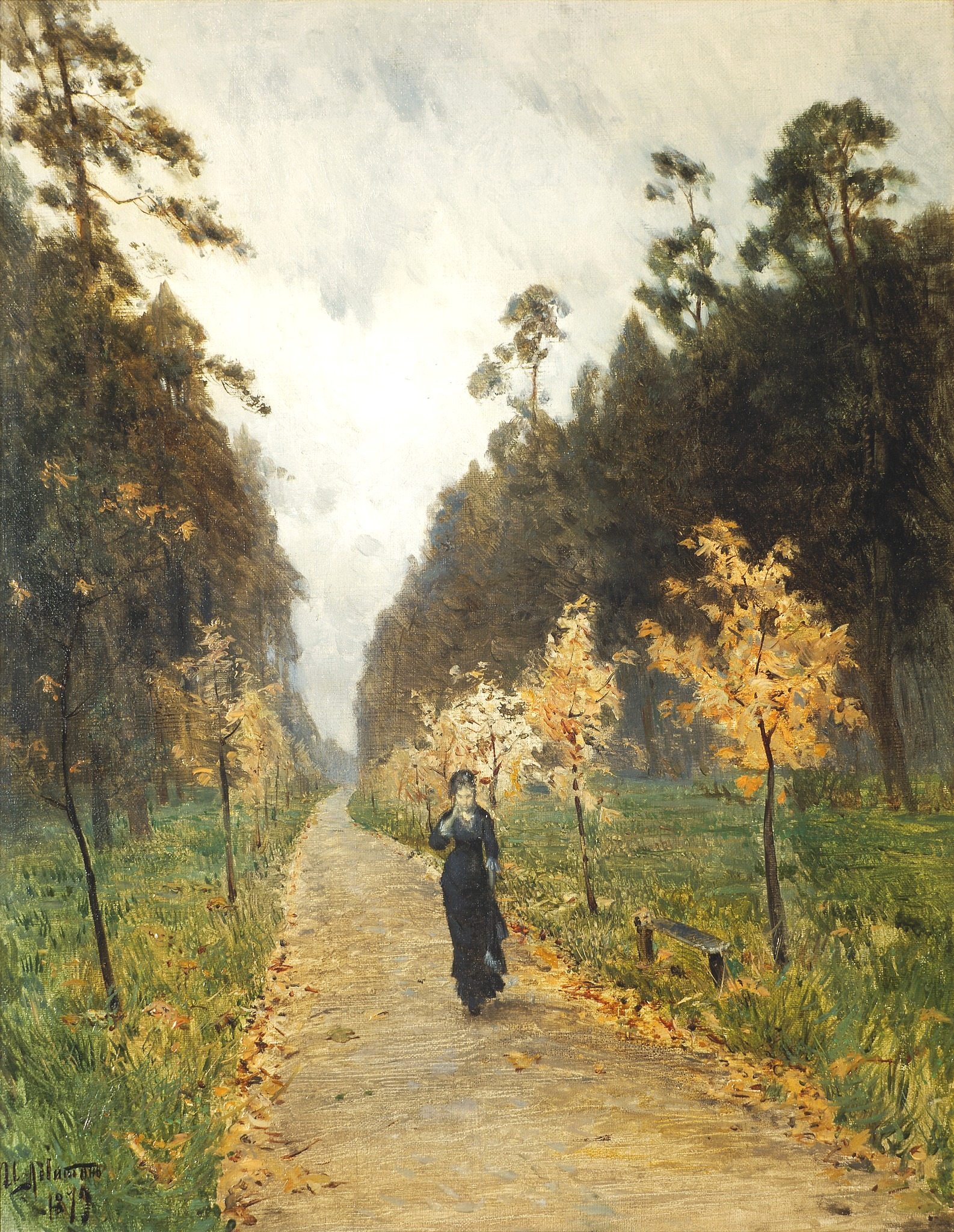
Isaak Il'ič Levitan, Giornata autunnale al parco Sokol'niki, 1879

Il Parco Sokol'niki, così chiamato per la caccia con il falco dei Granduchi di Moscovia che vi si svolgeva in passato, si trova nell'omonimo distretto di Sokol'niki a Mosca. Non è lontano dal centro della città, vicino alla Porta Sokol'ničeskaja. Ha preso il nome dal quartiere Sokol'ničja e dalla casa del XVII secolo dei falconieri del sovrano (sokol (сокол) è la parola russa per falco). Fu creato dallo zar Alessio Michajlovič (padre di Pietro il Grande), un appassionato cacciatore che amava andare a caccia di falconeria nella zona.
L'attuale disposizione di radure e vialetti del parco iniziò sotto lo zar Pietro il Grande. Nel 1900 fu allestito un "labirinto", o rete di viottoli.
Oggi il Sokol'niki è un tipico parco russo, con un vecchio luna park e altri divertimenti per bambini, e numerose bancarelle di fast food tutte raggruppate vicino all'ingresso principale. In estate i viali centrali sono un ammasso di aiuole dai colori vivaci, mentre le profondità del parco ospitano pini e abeti rossi, betulle e querce, tigli e aceri, tutti alberi originari della regione di Mosca, oltre a numerosi alberi non autoctoni, come larici, cedri, noci, querce rosse, ecc. La fauna del parco comprende lepri, scoiattoli e donnole, oltre a 76 tipi di uccelli.
Fu istituito come parco cittadino nel 1878. Dal 1931 è stato sviluppato come un "parco ufficiale della cultura e del tempo libero". Il parco, con un'area di sei chilometri quadrati, è anche l'estensione più occidentale di una più ampia riserva naturale di Losinij Ostrov che si estende dal confine orientale di Sokol'niki alla circonvallazione MKAD e oltre. Il territorio del parco contiene un parco divertimenti, una pista di pattinaggio sul ghiaccio all'aperto invernale e un centro espositivo che è stato il luogo del dibattito in cucina tra Richard Nixon e Nikita Chruščëv all'Esposizione nazionale americana nel 1959. Contiene anche il Palazzo dello sport di Sokol'niki, sede della squadra di hockey su ghiaccio dell'HC Spartak Mosca.

## Club di scacchi Sokol'niki
Il parco Sokol'niki è famoso per il suo club di scacchi, che si trova sulla rotonda all'estremità del cerchio del parco. Il club di scacchi ha prodotto alcuni dei migliori grandi maestri della storia. Durante l'Expo USA-URSS del 1959, si tennero incontri di esibizione alla presenza della delegazione statunitense, guidata dall'allora vicepresidente Richard Nixon. Negli anni 1970, l'allora poco conosciuto ingegnere Natan Sharansky insegnava il gioco alla gente del posto. In seguito sarebbe diventato un rinomato attivista del movimento dei refusenik e politico israeliano.

## Sokolniki Exhibition and Convention Center
Il Sokolniki Exhibition and Convention Center è una delle sedi di Mosca atte ad ospitare alcune mostre e conferenze. Si trova nel distretto amministrativo orientale direttamente nel Parco. È uno dei più antichi siti espositivi e il primo ad avviare un'industria espositiva in Russia.